# Korkeasaari (ö i Finland, Södra Savolax, Nyslott, lat 62,12, long 28,83)
Korkeasaari är en ö i Finland. Den ligger i sjön Enonvesi och i kommunen Enonkoski i den ekonomiska regionen  Nyslotts ekonomiska region  och landskapet Södra Savolax, i den sydöstra delen av landet, 300 km nordost om huvudstaden Helsingfors. Öns area är 2 hektar och dess största längd är 310 meter i sydöst-nordvästlig riktning.